# Cordia vignei
Cordia vignei là loài thực vật có hoa trong họ Mồ hôi. Loài này được Hutch. & Dalziel mô tả khoa học đầu tiên năm 1931.